# نکسوس پلیر
نکسوس پلیر (انگلیسی: Nexus Player) یک پخش‌کنندهٔ رسانهٔ دیجیتالی است که با همکاری گوگل و ایسوس درست شده است و دومین پخش‌کنندهٔ دیجیتالی خانوادهٔ دستگاه‌های مصرف‌کنندگان گوگل نکسوس است.

## عرضه
نکسوس پلیر در ۱۵ اکتبر ۲۰۱۴ پرده برداری شد و دو روز بعد با قیمت ۹۹ دلار ایالات متحده پیش فروش شد.

## سخت افزار
این دستگاه از پردازنده ۴ هسته ای اینتل اتم با کلاک ۱٫۸ گیگاهرتز قدرت میگیرد و ۱ گیگابایت رم و ۸ گیگابایت حافظه داخلی دارد.